# ゼネラル・エレクトリック GE9X

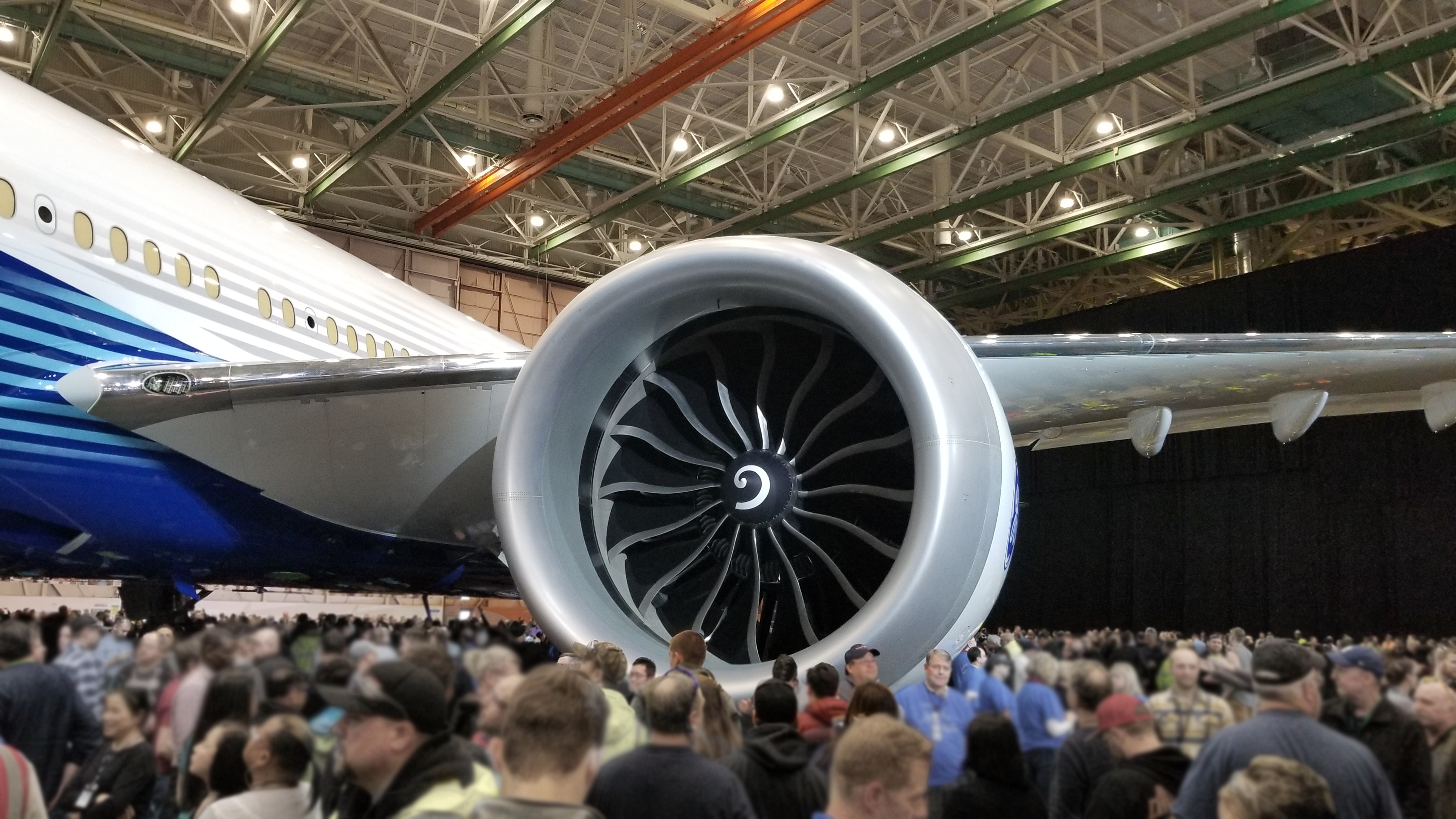

ゼネラル・エレクトリック GE9X（General Electric GE9X）は、ボーイング777X専用に開発されたハイバイパスターボファンエンジンである。2016年4月初めて地上を走り2018年3月13日に初めて飛行した。

## 仕様
一般的特性
- 形式: ターボファン
- 全長: 5690mm
- 直径:
- 乾燥重量: 9,630kg

構成要素
- 圧縮機:

性能
- 出力:
- 推力重量比: 5.2